# مملكة مابونغوبوي
مملكة مابونغوبوي (نحو العام 1075–1220) هي مملكة من العصور الوسطى في جنوب أفريقيا تأسست عند ملتقى نهري شاشي وليمبوبو جنوب زيمبابوي العظمى. اسم المملكة مشتق من إحدى اللغتين الكالانغية أو الفيندية. قد يعني الاسم «تل بنات آوى». كانت المملكة في المرحلة الأولى من عملية تطور توجت في النهاية بتأسيس مملكة زيمبابوي في القرن الثالث عشر، وبعلاقات في مجال تجارة الذهب تربطها بسوق رافتا ومدينة كيلوا كيسيواني على الساحل الشرقي لأفريقيا. استمر وجود مملكة مابونغوبوي نحو 80 سنة، وفي أوج نهضتها، حوت عاصمتها نحو 5000 شخص.
يُنسب الموقع الأثري إلى مملكة بوكالانغا، وهي التي يقطنها شعب باكالانغا من شمال شرق بوتسوانا، وشعب كالانغا من زيمبابوي الغربية، وشعب نامبيا في وادي زامبيزي، وشعب فيندا في الشمال الشرقي لجنوب أفريقيا. عبر هؤلاء نهر ليمبوبو إلى الجنوب، وأسسوا مملكتهم حيث يلتقي نهرا شاشي وليمبوبو. مجموعة مابونغوبوي هي مجموعة في متحف مابونغوبوي في مدينة بريتوريا تحوي أدوات أثرية عُثر عليها في الموقع الأثري السابق.

## أصول
تُعرف أكبر مستوطنة، تعود لما يُطلق عليها ثقافة تلة النمر المرقط، باسم ثقافة K2، وسبقت هذه المستوطنة مستوطنةَ مانبونغوبوي مباشرة. انجذب شعب ثقافة K2 إلى المنطقة التي يلتقي فيها نهرا شاشي وليبموبو، والسبب على الأرجح هو أنها وفّرت مزيجًا من الإمكانيات الزراعية. احتوت المنطقة أيضًا فيلةً بشكل رئيس، ما يعني إمكانية الوصول إلى العاج الثمين. أدت سيطرة ثقافة K2 على تجارتي الذهب والعاج إلى تعاظم قوتها السياسية. بحلول عام 1075، تجاوز تعداد سكان K2 إمكانيات المنطقة فاستقرّوا في تل مابونغوبوي.

## البناء الحجري
شمل التنظيم المكاني في مملكة مابونغوبوي استخدام الجدران الحجرية لتمييز المناطق المهمة لأول مرة. كان في المنطقة بناء مسوّر بالحجر، وعلى الأرجح أن كبير المستشارين سكن فيه. اسُتخدم الخشب والحجارة سوية. من المفترض أن تل مابونغوبوي كان محاطًا بسياجٍ خشبي. ومن المفترض أن سكان العاصمة عاشوا داخل الجدار الغربي.

## أصول الاسم
دُعيت عاصمة المملكة بـمابونغوبوي، ومنها حصلت المملكة على اسمها. يُعتبر موقع المدينة اليوم أحد مواقع التراث العالمي، وأحد المواقع التراثية الوطنية في جنوب أفريقيا، وهو أيضًا متنزه وطني وموقع أثري. هناك جدلٌ بخصوص أصول ومعنى الاسم مابونغوبوي. وفقًا للمعرفة التقليدية، فمابونغوبوي تعني «مكان بنات آوى»، أو «المكان الذي تتناول بنات آوى فيه طعامها»، أو «تل بنات آوى» وفقًا لجوزيف فوشيه، أحد أوائل المنقبين عن آثار مابونغوبوي. تعني الكلمة أيضًا «مكان الحكمة» أو «المكان التي تتحول فيه الصخور إلى سائل» –وذلك وفقًا لعدة إثنيّات سَكَنت المنطقة، من بينها بيدي وسوثو وفيندا وكالانغا.

## الثقافة والمجتمع
يعتقد علماء الآثار أن مجتمع مابونغوبوي هو أول مجتمع قائم على نظام الطبقة الاجتماعية في جنوب أفريقيا، فكان قادته منفصلين عن باقي السكان وأعلى رتبة منهم. توفّر عمارة مابونغوبوي وتخطيطها المكاني «أول دليل مبكرٍ عن قدسية الطبقة المتزعمّة في جنوب أفريقيا».
تمحورت الحياة في مابونغوبوي حول العائلة والزراعة. بُنيت مواقعٌ خاصة لمراسم التكريس والنشاطات المنزلية والوظائف الاجتماعية الأخرى. عاشت الماشية في حظيرة قريبة من منازل السكان، ما يشير إلى قيمتها لديهم.
تستمر التخمينات حول المجتمع بالارتكاز على بقايا الأبنية، فلم يترك سكان مابونغوبوي أي سجلات مكتوبة.
على الأرجح أن المملكة قُسمت وفق تسلسل هرمي مؤلف من 3 مراتب، فكان عامة الناس يسكنون في المواقع المنخفضة عن سطح الأرض، بينما كان قادة المنطقة يحتلون قمم التلال الصغيرة، أما السلطة العليا فاستوطنت العاصمة على تل مابونغوبوي. دُفن نخبة المملكة في التلال. عاشت زوجات العائلة الملكية في أماكن خاصة بهنّ بعيدًا عن الملك. امتلك الرجال المهمون منازل مرموقة في أطراف العاصمة. برز هذا النمط من التقسيم المكاني في البداية ضمن مابونغوبوي، لكن حضارات أخرى قلدته مثل مملكة بوتوا وإمبراطورية روزفي.